# Willem de Sitter
Willem de Sitter, nizozemski astronom, kozmolog, matematik in fizik, * 6. maj 1872, Sneek, Frizija, Nizozemska, † 20. november 1934, Leiden, Nizozemska.

## Življenje in delo
De Sitter je diplomiral na Univerzi v Gröningnu, kjer je študiral pri Kapteynu in tam tudi doktoriral. Na Gillovo povabilo je odšel na Observatorij Rta dobre nade, kjer je delal od leta 1897 do 1899. Od leta 1903 je bil profesor astronomije v Leidnu in od leta 1918 predstojnik Observatorija v Leidnu.
Proučeval je Jupiter in gibanje njegove naravne satelite, ter se ukvarjal s problemi fotometrije. Še posebej so pomembna njegova dela iz teoretične astronomije in teorije relativnosti. Bil je med prvimi, ki so se zanimali za Einsteinovo splošno teorijo relativnosti (STR). Leta 1916 je poslal Eddingtonu kopijo težke Einsteinove razprave o STR. Eddington je bil navdušen. V podrobnem uradnem poročilu je napisal: »Tudi če se bo nazadnje izkazalo, da teorija ni pravilna, terja našo pozornost kot eden najlepših zgledov za prodornost splošnega matematičnega razglabljanja.« Einsteinovo delo je postalo znano v Angliji. 29. maja 1919 sta angleški astronomski odpravi v Sobralu v Braziliji in na portugalskem Prinčevem otoku pred obalo tedanje Španske Gvineje nesporno dokazali odklon svetlobnega curka v gravitacijskem polju telesa ob Sončevem popolnem mrku, kar je bil prvi dokaz STR. Zasnovala sta jo ob angleški vladni podpori prav Eddington in Frank Dyson. Einstein je postal takrat tudi svetovno znan.
Leta 1917 je de Sitter rešil Einsteinove enačbe gravitacijskega polja v katerih je napetostni tenzor {\displaystyle T_{ik}=0}, kjer je gostota mase nič in, ki je nakazovala eksponentno razširjanje Vesolja, »z gibanjem brez snovi.« To je bil presenetljiv rezultat in po Hubblovem delu ga je sprejel tudi Einstein sam. Podobne misli ob inflacijski teoriji so potrebovali kozmologi spet čez 70 let in so jo načelno uporabili. Z Einsteinom se de Sitter ni strinjal o njegovi začetni predstavi Vesolja. Ker se svetloba ukrivlja v gravitacijskem polju, naj bi se svetlobni žarki tako ukrivili, da bi spet prišli v točko, od koder so izšli. To je bila posledica takratnega Einsteinovega pogleda na ukrivljenost prostora, ki naj bi bila neodvisna od časa. De Sitter je vztrajal, da se lahko pojasni STR kot pokazatelj padajoče ukrivljenosti Vesolja in da se zato Vesolje širi kot balonček, ki se ga napihuje. Ocenil je polmer Vesolja na 2 milijardi svetlobnih let, vsebovalo pa naj bi 80 milijard galaksij. Ta ocena je verjetno preveč previdna, tako kot vse ocene o velikosti Vesolja od prazgodovine naprej. Leta 1932 je z Einsteinom napisal članek, kjer sta razpravljala vpliv kozmoloških podatkov na ukrivljenost Vesolja. De Sitter je uvedel pojem de Sittrovega prostora in de Sittrov model Vesolja, rešitev za Einsteinovo splošno teorijo relativnosti po kateri v prostoru ni snovi, kozmološka konstanta pa je pozitivna. Posledica tega je eksponentno razširjanje metričnega praznega prostora.
Med drugim je objavil Razširjajoče Vesolje (The Expanding Universe) in Astronomski vidik teorije relativnosti (The Astronomical Aspect of the Theory of Relativity).
Njegov sin Aernout de Sitter je bil predstojnik Bosschovega observatorija v Lembangu na Javi v tedanji Nizozemski Vzhodni Indiji, kjer je raziskoval kroglasto kopico M4 v Škorpijonu. Zajele so ga japonske oborožene sile in je umrl v delovnem taborišču leta 1944.

## Priznanja

### Nagrade
Nacionalna akademija znanosti (ZDA) mu je leta 1929 podelila medaljo Jamesa Craiga Watsona, Kraljeva astronomska družba (RAS) mu je leta 1931 podelila zlato medaljo, Tihomorsko astronomsko društvo pa mu je istega leta podelilo medaljo Bruceove.

### Poimenovanja
Po njem se imenuje udarni krater De Sitter na Luni in asteroid glavnega asteroidnega pasu 1686 De Sitter.